# Hugh Dennis
Peter Hugh Dennis (født 13. februar 1962) er en engelsk komiker, tv-vært, skuespiller, manuskriptforfatter og stemmeskuespiller, der sammen med Steve Punt er kendt for komikerduoen Punt and Dennis. Han spillede faderen Pete Brockman i BBC Ones sitcom Outnumbered og siden 2014 har han spillet Toby i serienNot Going Out.
Siden 2005 har han været regelmæssig deltager i BBC Twos sateririske komedieshow Mock the Week.

## Filmografi
| År              | Show                                               | Rolle                | Noter                                              |
| --------------- | -------------------------------------------------- | -------------------- | -------------------------------------------------- |
| 1989–1991       | Spitting Image                                     | Various characters   | Stemme                                             |
| 1991–1992       | The Mary Whitehouse Experience                     | Various characters   | Co-creator/writer                                  |
| 1992            | Me, You and Him                                    | Harry Dunstan        | Co-creator                                         |
| 1992            | A Word in Your Era                                 | Prince John          | 1 episode                                          |
| 1992            | Springing Lenin                                    | Peter                | TV Short                                           |
| 1994            | The Easter Stories                                 | Gardener             | 1 episode                                          |
| 1994–1995       | The Imaginatively Titled Punt & Dennis Show        | Forskellige roller   | 12 episoder                                        |
| 1996            | The Detectives                                     | Seth                 | 1 episode                                          |
| 1997            | Brass Eye                                          | Dr Balb Kubrox       | 1 episode                                          |
| 2000            | Doctors                                            | Nick Browning        | 1 episode                                          |
| 2000            | Jack Dee's Happy Hour                              | Jed Cake             | Stemmelægning; 8 episoder                          |
| 2000–2006       | My Hero                                            | Dr Piers Crispin     |                                                    |
| 2002            | TV to Go                                           | Various characters   | Series 2                                           |
| 2005–           | Mock the Week                                      | Regelmæssig deltager |                                                    |
| 2007–2014, 2016 | Outnumbered                                        | Pete Brockman        | Series Regular                                     |
| 2009            | New Tricks                                         | Tony Granville       | 1 episode                                          |
| 2009            | Hotel Babylon                                      | Jim Doody            | 1 episode                                          |
| 2009, 2010      | QI                                                 | Deltager             | 2 episoder                                         |
| 2011            | Fast and Loose                                     | Sig selv             | Vært                                               |
| 2013            | Agatha Christie's Marple                           | Major Phillpot       | "Endless Night"                                    |
| 2014–nu         | Over to Bill                                       | Bill Onion           |                                                    |
| 2014–present    | Not Going Out                                      | Toby                 | Also portrayed Captain Morris in 1 episode         |
| 2015            | Ballot Monkeys                                     | Martin Frost         |                                                    |
| 2016            | Drunk History                                      | Napoleon/Richard III | 2 episoder                                         |
| 2016            | Midsomer Murders                                   | Milo Craven          | Episode 19.1 "The Village That Rose from the Dead" |
| 2016            | Britain's Classroom Heroes                         | Vært                 |                                                    |
| 2016, 2017      | Insert Name Here                                   | Guest panellist      | 2 episoder                                         |
| 2016–2019       | Fleabag                                            | Bank Manager         | 4 episoder                                         |
| 2017            | The Red Nose African Convoy                        | Sig selv             | One-off special                                    |
| 2017            | Taskmaster                                         | Deltager             | 8 episodes                                         |
| 2017            | The Zoo                                            | Fortæller            | 15 episoder                                        |
| 2017            | Possibly... The Best Adverts in the World          | Vært                 | One-off special                                    |
| 2018            | Richard Osman's House of Games                     | Deltager             | 5 episoder (vandt)                                 |
| 2018            | Trollied                                           | Jerome               | 1 episode                                          |
| 2018            | Nativity Rocks!                                    | Robert Hargreaves    |                                                    |
| 2019            | Urban Myths                                        | Richard Asher        | 1 episode                                          |
| 2019            | Yorkshire Airport                                  | Fortæller            | 6 episoder                                         |
| 2020–present    | The Great British Dig                              | Vært                 |                                                    |
| 2021–present    | The Great British Dig: History in Your Back Garden | Vært                 | [ 4 ]                                              |
| 2021            | No Time to Die                                     | Dr Hardy             | Cameo                                              |

## Hæder
| År   | Pris                                   | Kategori                     | Monieret arbejde                   | Resultat  | Ref.  |
| ---- | -------------------------------------- | ---------------------------- | ---------------------------------- | --------- | ----- |
| 1994 | Writers' Guild of Great Britain Awards | Light Entertainment          | Canned Carrott                     | Vundet    |       |
| 2010 | BAFTA TV Awards                        | Best Male Comedy Performance | Outnumbered: The Christmas Special | Nomineret |       |
| 2011 | British Comedy Awards                  | Best TV Comedy Actor         | Outnumbered                        | Nomineret | [ 5 ] |